# Konservatorenpalast

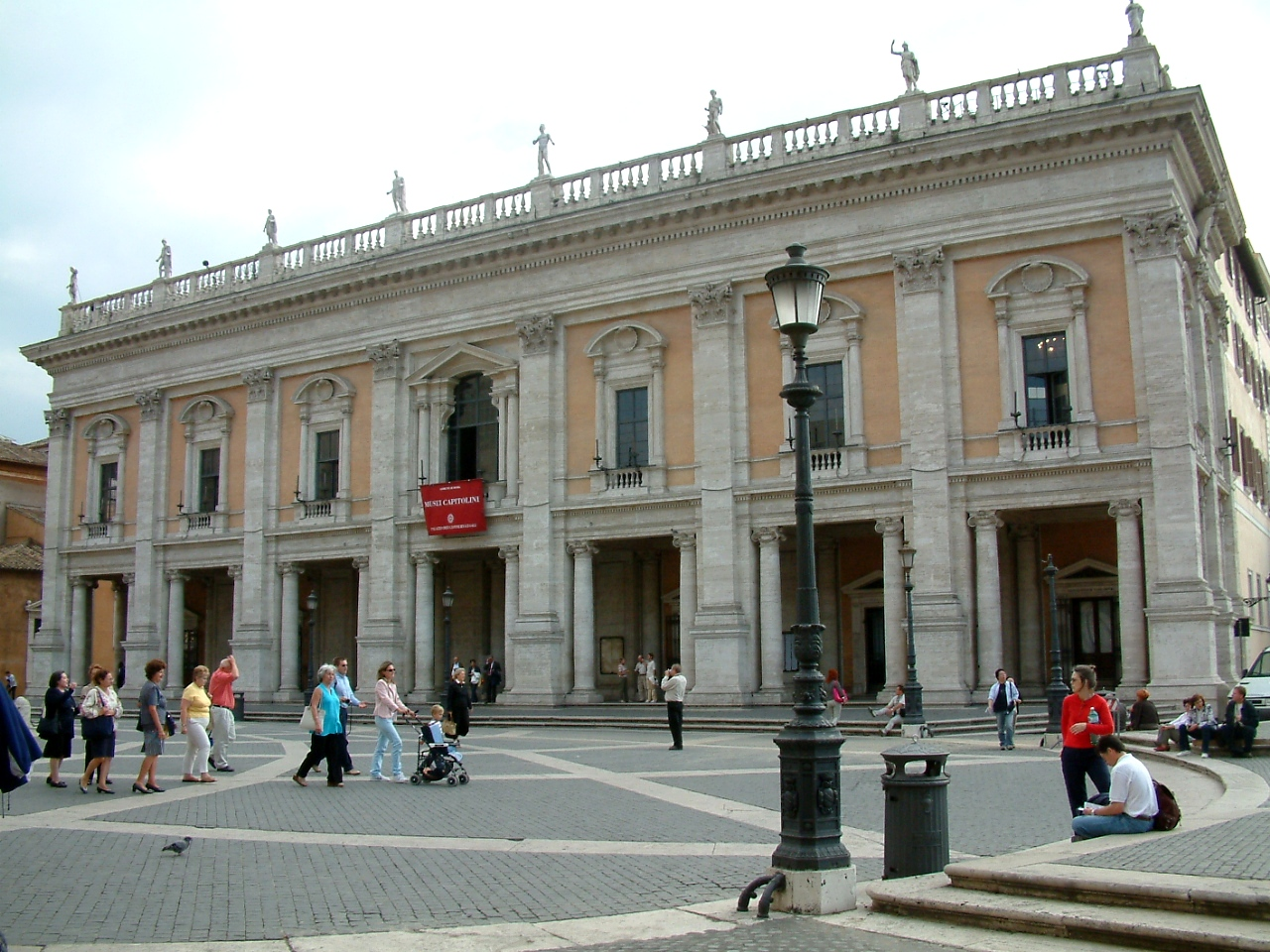
Konservatorenpalast in Rom

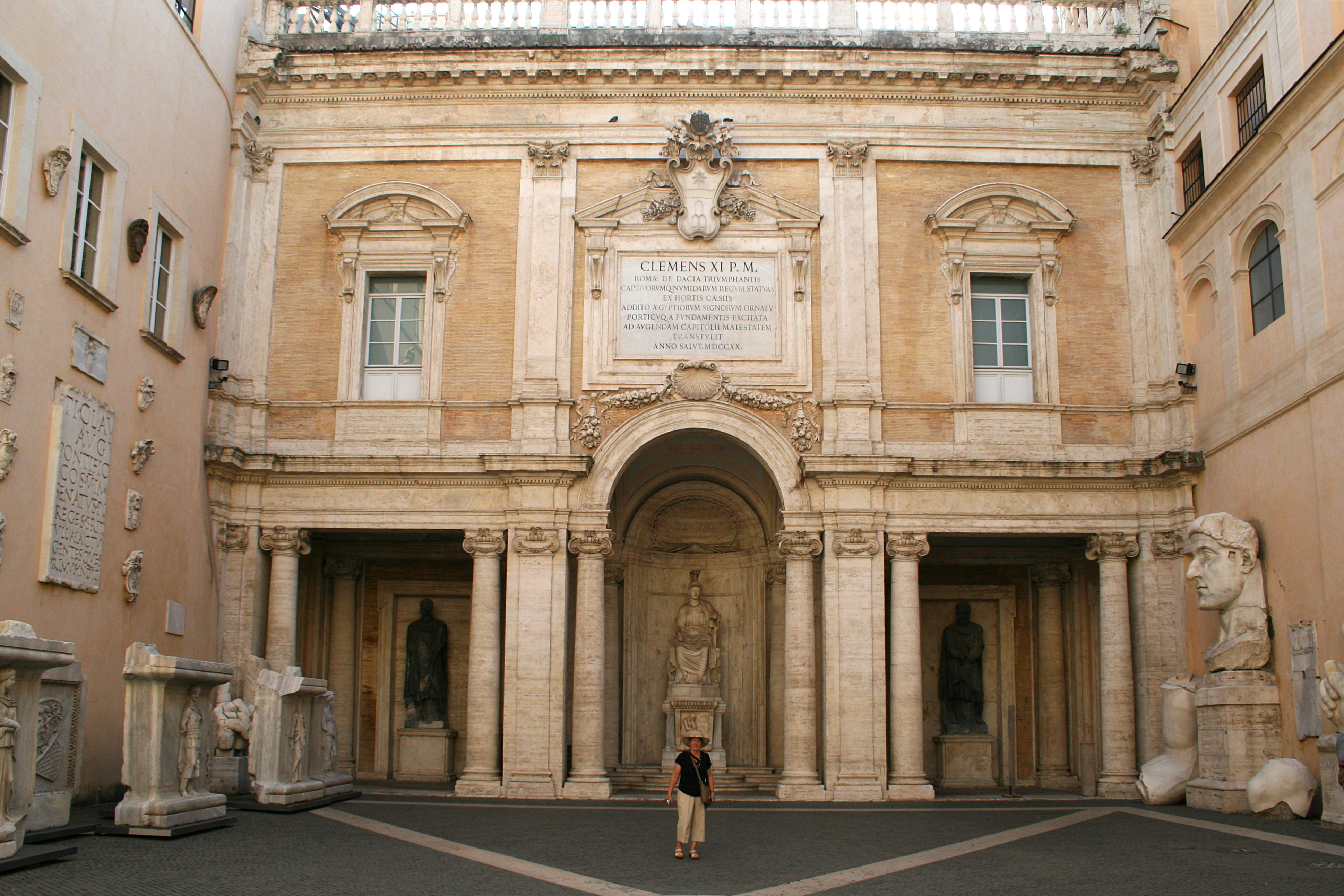
Innenhof des Konservatorenpalasts

Der Konservatorenpalast (italienisch Palazzo dei Conservatori) ist ein Renaissancegebäude am Kapitolsplatz (Piazza del Campidoglio), westlich des Forum Romanum in Rom. Heute ist dort ein Großteil der Kapitolinischen Museen untergebracht. Seit dem 16. Jahrhundert ist dort ein Skulpturenmuseum vorhanden.
Die Konservatoren bildeten zwischen dem 13. Jahrhundert und dem Jahr 1870, dem Ende der päpstlichen Herrschaft über die Stadt, die weltliche Stadtregierung von Rom, heute mit einem gewählten Magistrat vergleichbar. Sie standen in stetem Konflikt mit dem Papst um die Vorherrschaft in der Stadt. Zu Zeiten des römischen Kaisertums endeten am Kapitolsplatz die Triumphzüge, der Platz wurde vom Forum her betreten.
Im Mittelalter war der Konservatorenpalast Sitz der Justiz. Im Saal der Horatier und Curiatier wurden am 25. März 1957 von Belgien, der Bundesrepublik Deutschland, Frankreich, Italien, Luxemburg und den Niederlanden die Römischen Verträge zur Gründung der Europäischen Wirtschaftsgemeinschaft und der Europäischen Atomgemeinschaft unterzeichnet.

## Baugeschichte
Um 1537 wurde Michelangelo Buonarroti mit der Neugestaltung des Kapitolsplatzes beauftragt. Auf dem Kapitolsplatz befanden sich das Tabulatorium (Senatorenpalast) und eben der Konservatorenpalast, beide stehen in einem Winkel von 80 Grad zueinander. Der Palast hatte bereits die durchgängige Arkade, deren Rundbögen die Fassade dominierten. Gefasst wurde der Platz zum Westen von der Kirche Santa Maria in Aracoeli, die zudem auf einer Anhöhe liegend alles überragte.
Als erste Maßnahme gestaltete Michelangelo das Podest für die Reiterstatue Mark Aurels 1538 und plante durch diese Vorgabe (des Papstes) die Umgestaltung der Gebäude und des Platzes. Eine Treppe, die Cordonata, führt den Kapitolshügel hinauf zum Kapitolsplatz, an dessen Stirnseite der Senatorenpalast steht. Dem Konservatorenpalast stellte Michelangelo ein spiegelgleiches Gebäude den Palazzo Nuovo gegenüber, ohne eine Idee für eine Nutzung zu haben. Durch das neue Gebäude entstand ein Trapez, dessen Wahrnehmung von Michelangelo mit viel Raffinesse erschwert wurde. So fügte er seitliche, symmetrische Risalite am Senatorenpalast hinzu, die sich um ca. 4 Grad zu den seitlichen Palästen drehen. Die neuen Joche der Stirnseiten beim Konservatorenpalast sind deutlich schmaler als die zum Platz hin. Würde die Jochbreite der Stirnseite für die Platzjoche gelten, würden 9 statt der 7 Joche die Fassade prägen. Wer den Platz von der Cordonata betritt, vermag die Schiefstellung der Gebäude kaum noch zu erkennen.
Der Konservatorenpalast ist in Kolossalordnung gegliedert, bei der die beiden Geschosse durch riesige korinthische Pilaster zusammengefasst werden. Die Portikus, deren Schmalseitenjoche unter Papst Alexander VII. verdoppelt wurden, wird von ionischen Säulen getragen, die keinen Bogen, sondern ein Gebälk tragen. Michelangelo plante durchgehend Ädikuläfenster mit einem Segmentgiebel und einem kleinen vorgelagerten Balkon. Das große Mittelfenster mit dem Dreiecksgiebel wurde erst später von Giacomo della Porta eingefügt, der dadurch die Betonung des vertikalen Aspektes zugunsten einer Zentrierung der Mittelachse verschob.
Erhaltene Zeichnungen des Maarten van Heemskerck um 1555 belegen, dass zu Lebzeiten Michelangelos die doppelläufige Treppe beim Senatorenpalast fertiggestellt war, der Brunnen wurde später hinzugefügt. Die ersten Arkaden-Joche des Konservatorenpalastes waren bereits umgebaut bzw. im Umbau. Ebenso war die Cordonata bereits fertig. Die Arbeiten am Palast beendete Michelangelos Nachfolger Giacomo della Porta. 1876 erfolgte ein Erweiterungsbau.
Der Palazzo Nuovo wurde im 17. Jahrhundert erbaut. Die Pflasterung des Platzes erfolgte im 20. Jahrhundert zu Zeiten der Mussolini-Diktatur.